# Мечниковін
Мечниковін — антимікробний пептид із 26 амінокислотних залишків плодової мушки Drosophila melanogaster, який має як антибактеріальні, так і протигрибкові властивості. Цей пептид інтенсивно експресується в жировому тілі дрозофіли (орган, схожий на печінку людини), але також експресується в поверхневому епітелії в трахеї та кишечнику. Цей процес регулюється сигнальними шляхами NF-κB Toll та Imd. Свою назву мечниковін отримав на честь російського імунолога Іллі Мечникова, одного із засновників сучасної імунології.
Ген мечниковіну розташований на правому плечі другої хромосоми.

## Будова та функції
Мечниковін має мікробоцидну дію щодо грамнегативної бактерії Escherichia coli та нитчастого гриба Neurospora crassa у наномолярних концентраціях. Це також один із найпоширеніших захисних пептидів у D. melanogaster, що утворюється після зараження ентомопатогенним грибом Beauveria bassiana. Багаті на пролін пептиди, такі як мечниковін, можуть зв’язуватися з рибосомами мікробів, запобігаючи трансляції білка.
Синтезований мечниковін має довжину 52 амінокислотних залишки, з них сигнальний пептид складається з 24 залишків, ще 2 припадає на пропептид, а зрілий пептид має 26 амінокислотих залишків: MQLNLGAIFLALLGVMATATSVLAEPHRHQGPIFDTRPSPFNPNQPRPGPIY.
Для продукування великої кількості мечниковіну створено рекомбінантний штам-продуцент Escherichia coli.